# Forte da Feiticeira
O Forte da Feiticeira localizava-se na praia da Feiticeira, no lado oeste da ilha de São Sebastião (Ilhabela), no litoral norte do estado brasileiro de São Paulo.

## História
Erguido em 1820 pelo governador militar da Província de São Paulo, major Maximiliano Augusto Penido, foi artilhado com três peças. Cruzava fogos com o Forte do Araçá no continente, batendo o sul do canal de São Sebastião. O mesmo autor considera-o arruinado, à época (1885).

## Características
Forte marítimo de pequenas dimensões, apresentava planta semelhante à do Forte do Rabo Azedo, consistindo em um retângulo com a parte frontal semicircular. estavam artilhados com três peças cada um, sendo duas na frente e uma na lateral direita, próxima ao mastro da bandeira.